# Tylko miłość (film)
Tylko miłość – amerykański komediodramat z 1999 roku.

## Obsada
- Bruce Willis – Ben Jordan
- Michelle Pfeiffer – Katie Jordan
- Tim Matheson – Marty
- Rob Reiner – Stan
- Julie Hagerty – Liza
- Rita Wilson – Rachel
- Ken Lerner – Dr Rifkin
- Victor Raider-Wexler – Dr Hopkins
- Albert Hague – Dr Siegler
- Jayne Meadows – Dot
- Tom Poston – Harry
- Betty White – Lillian Jordan
- Red Buttons – Arnie Jordan

## Fabuła
Ben i Katie są małżeństwem 15 lat. On - zapracowany bałaganiarz, ona - pedantka, zajmuje się dziećmi. Nie mają czasu na rozmowę, czułości i zwracanie uwagi na problemy, każda próba rozmowy kończy się kłótnią. Oboje próbują naprawić tę sytuację, ale ciągle im nie wychodzi. Kiedy ich dzieci wyjeżdżają na wakacje, podejmują się próbnej separacji. Postanawiają przeanalizować swój związek.

## Nagrody i nominacje
Nagroda Satelita 1999
- Najlepsza piosenka - Get Lost - muz. i sł. Eric Clapton (nominacja)